# 248 v.Chr.
Het jaar 248 v.Chr. is een jaartal volgens de christelijke jaartelling.

## Gebeurtenissen

### India
- Keizer Asoka besluit op een van zijn rondreizen door het rijk de traditionele jacht te vervangen door bedevaarten naar de heilige plaatsen van Boeddha.
- Asoka laat religieuze pilaren in het Mauryarijk neerzetten, met inscripties over de leer van het boeddhisme en jaïnisme in India.

### Italië
- Gaius Aurelius Cotta en Publius Servilius Geminus zijn beide voor de tweede keer consul in Rome.